# Charles Crettien
Charles Crettien, né le 3 juillet 1931 à Nice et mort le 5 octobre 2020 à Paris, est un diplomate et écrivain français. Il a notamment été ambassadeur aux Émirats arabes unis, en Somalie, en Colombie et au Guatemala.

## Carrière
Charles Crettien a commencé sa carrière à l'ambassade de Rabat, au Maroc, en 1958, puis a travaillé au service de presse de l'ambassade du Caire, en Égypte. De 1965 à 1967, il a occupé le poste de Consul général à San Francisco (États-Unis) avant de diriger le service de presse de l'ambassade d'Alger (Algérie) jusqu'en 1970.
Après avoir dirigé le service de l'information du Ministère de la Coopération et de l'Industrie, à Paris, Charles Crettien fut affecté à nouveau au Maroc (1972-1975), puis nommé conseiller politique à Londres (1975-1978). De 1978 à 1981, il dirigea la section culturelle, technique et scientifique à l'ambassade de France à Tunis (Tunisie), puis fut nommé Consul général à Chicago (États-Unis). De 1982 à 1985 Directeur des Services de Presse et d'Information de l'Ambassade aux États-Unis, en résidence à New York.
En 1985, Charles Crettien fut nommé ambassadeur à Abou Dabi (Émirats arabes unis), puis il obtint le poste de Mogadiscio, en Somalie en 1988. En raison de la guerre civile somalienne, il quitte l'ambassade en octobre 1990 et rentre en France prématurément. Roland Barraux, chargé d'affaires représentant la France lui succède.
Après avoir servi dans des pays arabes ou anglophones, Charles Crettien termina sa carrière en Amérique latine, d'abord en Colombie (1991-1993), puis au Guatemala (1993-1996).

### Sous le nom de Charles Dantant
- La Chaldéenne, 2004, Éd. Bruno Leprince
- Chemins croisés (avec Anne Dantant), 2004, Éditions Bruno Leprince